# سلو یوماتوفسکوگو سلخوزتخنیکوما
سلو یوماتوفسکوگو سلخوزتخنیکوما (انگلیسی: Selo Yumatovskogo Selkhoztekhnikuma) یک شهرک در شهرستان اوفیمسکی استان باشقیرستان کشور روسیه است.